# 5359 Markzakharov
5359 Markzakharov (1974 QX1) là một tiểu hành tinh vành đai chính được phát hiện ngày 24 tháng 8 năm 1974 bởi L. I. Chernykh ở Nauchnyj.